# أورمستاون (كيبك)
أورمستاون (بالإنجليزية: Ormstown, Quebec)‏ هي بلدية محلية في كيبيك تقع في كندا في Le Haut-Saint-Laurent Regional County Municipality. يقدر عدد سكانها بـ 3,595 نسمة ومساحتها 144.50 كم2 .

## أعلام
- سكوت وايت
- أندرو وليامز
- دونالد إلمر بلاك